# Tania Anaya
Tania Anaya (Mineiros, 27 de julho de 1965) é uma cineasta e animadora brasileira.

## Biografia
Tania Anaya formou-se, graduação e mestrado, na Escola de Belas Artes, UFMG (Universidade Federal de Minas Gerais). Enquanto era aluna, foi fundado na Escola de Belas Artes o Núcleo de Cinema de Animação de Minas Gerais, fruto do acordo de cooperação técnica Brasil - Canadá / Convênio: Fundação de Cinema Brasileiro, National Film Board of Canada, UFMG, Secretaria Estadual de Cultura de Minas Gerais e TV Minas. Tania participou da primeira turma e realizou o curta-metragem, MU, lançado em 1989, no Savassi Cine Clube, BH. Na segunda e última etapa, realizou o curta BALANÇANDO NA GANGORRA, lançado em 1992, no Festival Cinanima (Festival Internacional de Cinema de Animação de Espinho, Portugal). Este curta foi premiado no 5 th International Animation Festival in Japan – Hiroshima’94, em 1994, exibido na mostra: "The best of Hiroshima '94": Museum of Fine Arts, EUA, em 1995; - Museum of Modern Art , New York, EUA, em 1995 e em vários outros festivais.
Trabalhou no Estúdio Filmógrafo, na cidade do Porto, Portugal, como animadora no filme OS SALTEADORES (desenho animado, 35 mm, 15 minutos, 1993, direção de Abi Feijó, produção do Instituto Português de Cinema).
Realizou o curta-metragem CASTELOS DE VENTO, premiado com o Tatu de ouro de melhor filme de cinema de animação na 25ª Jornada de Cinema Íbero-Americano da Bahia, em Salvador, em 1998; este curta percorreu uma série de festivais, foi exibido na TV Cultura, Canal Brasil, TV Brasil e foi incorporado ao cervo da Programadora Brasil.
A partir de 2000, atuou como professora de artes, junto ao povo indígena Maxakali (desenho, ilustração e artes gráficas), com os quais elaborou livros e jornais em língua Maxakali. Essa convivência culminou com a realização do filme ÃGTUX, que aborda a produção artística deste povo, lançado em 2005, no Festival de Brasília. Foi premiado, entre outros, no festival International Short Film Festival Oberhausen, Alemanha, maio de 2007.
Tania também trabalhou como ilustradora e artista gráfica numa série de projetos institucionais entre 2003 e 2007, como por exemplo Fundação Cultural Palmares, Ministério da Educação, Ministério do Desenvolvimento Agrário, Funai, etc. Fez trabalhos – design e vinhetas – para Absolut Vodka, WWF, Casa de Vinho Nieport, etc.
Tania está entre os realizadores entrevistados no livro Subversivos, o desenvolvimento do cinema de animação em Minas Gerais, organização: Sávio Leite, Editora Favela é Isso Aí, 2013.
Tem participado como jurada em festivais (como Brasília, Festival de Curtas de BH, etc), além de editais como Rumos Itaú Cultural, etc.
Atualmente dirige o seu primeiro longa-metragem, NIMUENDAJÚ, animação para adultos e co-dirige o longa, também em animação para adultos, O FILHO DA P*, junto a Otto Guerra, Erica Maradona e Savio Leite.

## Filmografia

### Curtas-metragens
- 1989 - MU
- 1992 - Balançando na Gangorra
- 1998 - Castelos de Vento

### Médias-metragens
- 2005 - ÃGTUX

### Longas-metragens
- Nimuendajú (em produção)
- O Filho da P* (em produção)